# Burgruine Lichtenegg (Wartberg)

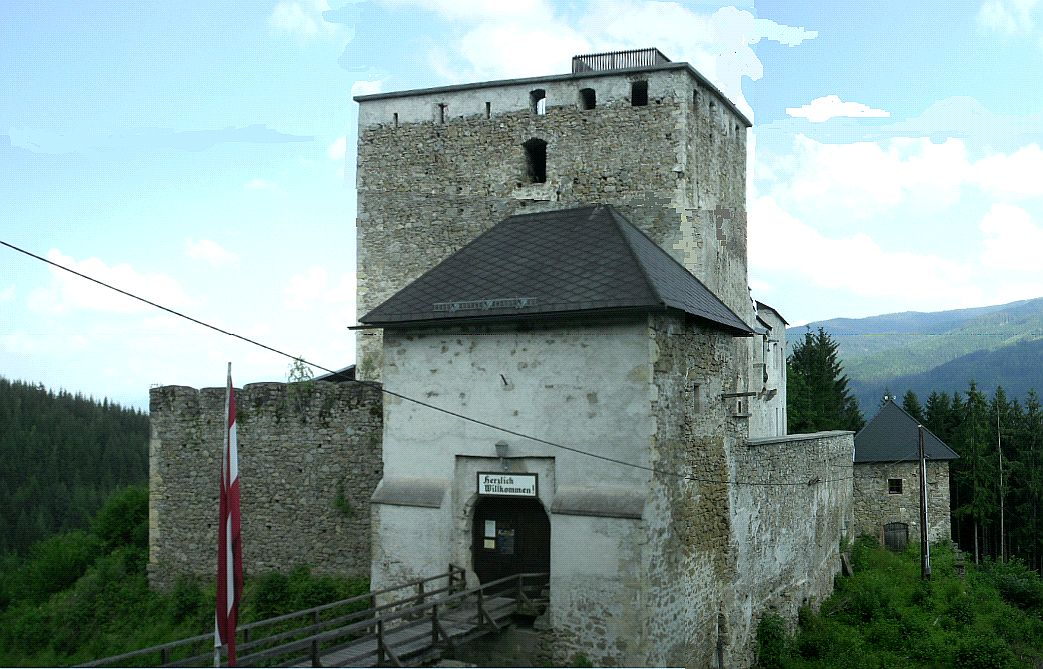
Burgruine Lichtenegg (2002)

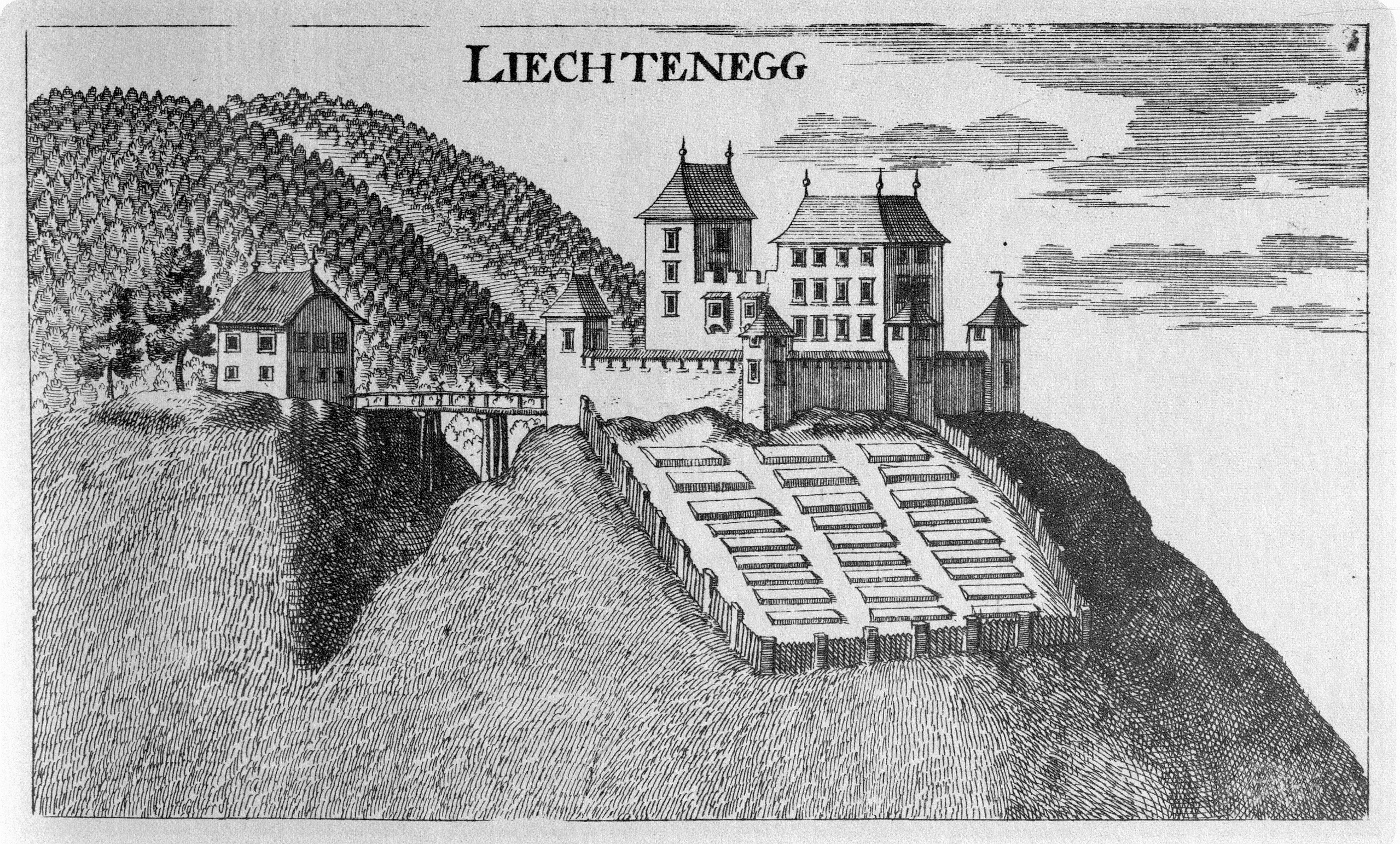

Die Burgruine Lichtenegg ist die Ruine einer Höhenburg oberhalb von Wartberg in der Gemeinde St. Barbara im Mürztal in der Steiermark (Österreich). Die Ruine steht unter Denkmalschutz (Listeneintrag).

## Geschichte
Am Beginn des Spätmittelalters um 1290 dürfte an der Stelle der Burg der Ansitz eines Kleinadeligen oder ein Bauernhaus gestanden haben. Der Besitzer war der Herrschaft Kindberg zinspflichtig. 1346 wird Hans Liechtenecker als Besitzer erwähnt, doch erst 1395 erhielt sein gleichnamiger Enkel als Angehöriger des niederen Adels die Erlaubnis, den Hof oder Ansitz zur Burg auszubauen. Der befestigte Wehrbau sicherte den Zugang zum Scheibsgraben ins Aflenzer Becken. Die Familie der Liechtenecker starb 1425 aus und ein Verwandter, Albrecht der Aflenzer, übernahm die Herrschaft. Ulrich Reisachers Söhne wurden 1443 von König Friedrich III. mit der Burg belehnt, doch wurde die Herrschaft infolge von Erbschaftsstreitigkeiten im ersten Viertel des 16. Jahrhunderts an die Stadler verkauft. Im Türkenkrieg von 1529 wurde die Burg nicht belagert, obwohl Verwüstungen und Verschleppungen in der Gegend stattgefunden hatten. Die weiteren Besitzer waren der Gewerke Sebald Pögl, der in die Verteidigung der Anlage investierte, und nach 1600 Leopold Freiherr von Herberstein. Die Grundherrschaft umfasste zu diesem Zeitpunkt um die 200 Hektar Land und rund 150 Untertanen.
Nachdem Leopold von Herberstein aus religiösen Gründen die Steiermark verlassen musste, verkaufte er zuvor die Burg an Anna Catherina Eggsin, deren Tochter Anna Catharina Freiin von Prankh verkaufte 1677 die Burg Lichtenegg an Johann Ferdinand Zehentner von Zehentgrub, dessen Witwe diese 1692 an Johann Rudolf Freiherr von Stadl, später erwarb sie Maria Regina von Stubenberg, doch war die mittelgroß dimensionierte Burg nur mehr von Verwaltern bewohnt, weil die Herrschaft die Burg aufgegeben hatte und ins Tal gezogen war. Die weiteren Besitzer waren im 18. Jahrhundert Carl Josef Anton von Crollolanza und ab 1757 Anton Graf Inzaghi, der seine Verwaltung nach Oberkindberg verlegte, woraufhin die Burg unbewohnt war und verfiel. Nach dem Stadtbrand Brucks im Jahr 1792 erlaubte Inzaghi den Anwohnern, Teile der Burg als Baumaterial für den Wiederaufbau der Stadt zu verwenden. Dem Angebot kamen nur wenige nach, trotzdem wurde ihre Bausubstanz damit reduziert. Die Ruine wurde 1855 durch ein Erdbeben weiter beschädigt. Nur zwei Jahre später, 1857, kam sie in den Besitz der Grafen Attems, doch erst seit 1932 und besonders seit 1958 besorgt der Burgverein, der auch der Eigentümer der Burg ist, deren Erhaltung. Die Ringmauer musste 1953 abgerissen werden. Von 1980 bis 1990 entstand im Bergfried das Heimatmuseum.